# Salix peasei
Salix peasei är en videväxtart som beskrevs av Merritt Lyndon Fernald. Salix peasei ingår i släktet viden, och familjen videväxter. Inga underarter finns listade i Catalogue of Life.